# Wanderson Carvalho de Oliveira
Wanderson Carvalho de Oliveira (sinh ngày 31 tháng 3 năm 1989), còn được biết với tên đơn giản Wanderson, là một cầu thủ bóng đá Brasil thi đấu cho the câu lạc bộ Hàn Quốc Jeonnam Dragons cho mượn từ Atlético Goianiense, ở vị trí hậu vệ trái.

## Sự nghiệp
Wanderson thi đấu cho Bahia de Feira, América RN, América MG, Tombense và Fortaleza ở nhiều cấp độ của bóng đá Brasil.
Wanderson gia nhập Daejeon Citizen ở K League 1 vào tháng 7 năm 2015, hi 2 bàn trong màn ra mắt.